# 엔비디아 드라이브
엔비디아 드라이브(Nvidia Drive)는 딥 러닝을 통해 구동되는 자율주행차 및 운전자 지원 기능을 제공하는 것을 목표로 하는 엔비디아의 컴퓨터 플랫폼이다. 이 플랫폼은 2015년 1월 라스베이거스에서 열린 CES(소비자 가전 전시회)에서 소개되었다. 향상된 버전인 드라이브 PX 2는 1년 후인 2016년 1월 CES에서 소개되었다.
어느 시점에서 플랫폼과 밀접하게 관련된 소프트웨어 릴리스 프로그램은 NVIDIA DRIVE Hyperion이라는 브랜드로 명명되었으며, 해당 프로그램이 생성된 하드웨어 세대와 일치하는 데 도움이 되는 개정 번호와 함께 해당 기간에 따라 즉시 주문할 수 있는 번들도 생성되었다. 이전에는 개발자 패키지용 엔비디아 드라이브 SDK와 평가 플랫폼과 함께 제공되거나 나중에 OS 전환 및 업데이트를 위해 다운로드할 수 있는 시스템 소프트웨어(일명 OS)용 엔비디아 드라이브 OS라는 용어만 있었다.